# Куп Југославије у кошарци
Куп Југославије у кошарци је био национални кошаркашки куп СФР Југославије, који је настао 1959. године, када је одржана прва сезона купа. У почетку такмичење је нередовно одржавано (1959, 1960, 1962), да би од сезоне 1968/69. било без прекида одржавано до сезоне 1991/92. Одржано је укупно 27 сезона овог такмичења, а наследио га је Куп СР Југославије.

## Финала
| Сезона                   | Финале               | Финале           | Финале                    |
| ------------------------ | -------------------- | ---------------- | ------------------------- |
| Сезона                   | Победник             | Резултат         | Поражени                  |
| 1959. (Београд)          | ЖКК Љубљана          | играно турнирски | ОКК Београд               |
| 1960. (Славонски Брод)   | ОКК Београд          | играно турнирски | КК АШК Олимпија Љубљана   |
| 1962. (Београд)          | ОКК Београд          | 103 : 82         | Партизан                  |
| 1968/69. (Загреб)        | КК Локомотива Загреб | 78 : 77          | КК АШК Олимпија Љубљана   |
| 1969/70. (Сплит)         | КК Задар             | 64 : 60          | КК Југопластика           |
| 1970/71. (Љубљана)       | КК Црвена звезда     | 82 : 70          | КК АШК Олимпија Љубљана   |
| 1971/72. (Загреб)        | КК Југопластика      | 88 :81           | КК Локомотива Загреб      |
| 1972/73. (Загреб)        | КК Црвена звезда     | 71 : 65          | Партизан                  |
| 1973/74. (Сплит)         | КК Југопластика      | 92 : 85          | КК Црвена звезда          |
| 1974/75. (Ниш)           | КК Црвена звезда     | 87 : 72          | КК Југопластика           |
| 1975/76. (Титово Ужице)  | КК Раднички Београд  | 89 : 75          | КК Работнички             |
| 1976/77. (Загреб)        | КК Југопластика      | 80 : 62          | КК Кварнер Ријека         |
| 1977/78. (Шабац)         | КК Босна             | 98 : 87          | КК Раднички Београд       |
| 1978/79. (Ниш)           | Партизан             | 93 : 86          | КК Задар                  |
| 1979/80. (Борово)        | КК Цибона            | 68 : 62          | КК Босна                  |
| 1980/81. (Карловац)      | КК Цибона            | 112 : 87         | КК Кварнер Ријека         |
| 1981/82. (Нови Сад)      | КК Цибона            | 90 : 79          | КК Искра Олимпија Љубљана |
| 1982/83. (Босански Брод) | КК Цибона            | 92 : 79          | КК Работнички             |
| 1983/84. (Метковић)      | КК Босна             | 92 : 78          | КК Алкар Сињ              |
| 1984/85. (Осијек)        | КК Цибона            | 104 : 83         | КК Југопластика           |
| 1985/86. (Нови Сад)      | КК Цибона            | 110 : 98         | КК Босна                  |
| 1986/87. (Ниш)           | КК ИМТ Нови Београд  | 76 : 73          | КК Смелт Олимпија Љубљана |
| 1987/88. (Ријека)        | КК Цибона            | 82 : 80          | КК Југопластика           |
| 1988/89. (Марибор)       | Партизан             | 87 : 74          | КК Југопластика           |
| 1989/90. (Дубровник)     | КК Југопластика      | 79 : 77          | КК Црвена звезда          |
| 1990/91. (Ријека)        | КК ПОП 84            | 80 : 79          | КК Цибона                 |
| 1991/92. (Ниш)           | КК Партизан          | 105 : 79         | КК Босна                  |

- У загради поред сезоне се налази град у коме је играно финале.

### Успешност клубова
| Пласман | Екипа               | Победник                                                                 | Финалиста                                     |
| ------- | ------------------- | ------------------------------------------------------------------------ | --------------------------------------------- |
| 1       | Цибона              | 8 1968/69, 1979/80, 1980/81, 1981/82, 1982/83, 1984/85, 1985/86, 1987/88 | 2 1971/72, 1990/91                            |
| 2       | Југопластика        | 5 1971/72, 1973/74, 1976/77, 1989/90, 1990/91                            | 5 1969/70, 1974/75, 1984/85, 1987/88, 1988/89 |
| 3/4     | Партизан            | 3 1978/79, 1988/89, 1991/92                                              | 2 1962, 1972/73                               |
| 3/4     | Црвена звезда       | 3 1970/71, 1972/73, 1974/75                                              | 2 1973/74, 1989/90                            |
| 5       | Босна               | 2 1977/78, 1983/84                                                       | 3 1979/80, 1985/86, 1991/92                   |
| 6       | ОКК Београд         | 2 1960, 1962                                                             | 1 1959                                        |
| 7/8     | Задар               | 1 1969/70                                                                | 1 1978/79                                     |
| 7/8     | Раднички Београд    | 1 1975/76                                                                | 1 1977/78                                     |
| 9/10    | ИМТ Нови Београд    | 1 1986/87                                                                |                                               |
| 9/10    | ЖКК Љубљана         | 1 1959                                                                   |                                               |
| 11      | КК Олимпија Љубљана |                                                                          | 5 1960, 1968/69, 1970/71, 1981/82, 1986/87    |
| 12/13   | КК Работнички       |                                                                          | 2 1975/76, 1982/83                            |
| 12/13   | КК Кварнер Ријека   |                                                                          | 2 1976/77, 1980/81                            |
| 14      | КК Алкар Сињ        |                                                                          | 1 1983/84                                     |